# صوت السلام
صوت السلام (بالإنجليزية Voice of Peace، بالعبرية קול השלום أي كول هاشالوم، بالفرنسية La Voix de la Paix) كانت إذاعة قراصنة غير قانونية تذيع البرامج والموسيقى إلى الشرق الأوسط 24 على 24 على مدار الساعة عبر سفينة MV Peace في شرق البحر المتوسط، وتركّز على بث نداءات السلام في العالم، وخصوصا بين الإسرائيليين والفلسطينيين بشكل خاص والعرب بشكل عام، عبر ستوديوهات على السفينة وأعمدة بث تقنية مركّزة على السفينة.
صاحب الإذاعة كان ایبی ناتان (بالإنجليزية Abie Nathan) بإدارة Peace Ship Foundation والبث كان يتم عبر الموجة المتوسطة 1540 كيلوهيرتز وتغطي منطقة الشرق الأوسط وخصوصا إسرائيل وفلسطين، لبنان، سوريا، الأردن ومصر وقبرص بشكل رئيسي واستمر البث بالإنكليزية مع بعض البرامج العبرية والعربية بين 19 مايو/أيار 1973 ونوفمبر/تشرين الثاني 1993، وأضافت الإذاعة موجة FM إضافية لاحقا لتغطية إسرائيل بشكل رئيسي. الإذاعة كانت تيث الأغاني بالإنجليزية بشكل رئيسي وبالعبرية وغير لغات أحيانا. وكانت الإذاعة تكرّس أحيانا ساعات لبث أغاني أم كلثوم وفيروز وغيرهما من الفنانين العرب والفنانات العربيات.
تعرّضت الإذاعة إلى مضايقات مستمرة من الإدارة الإسرائيلية وسجن صاحبها ایبی ناتان (أبي ناتان) عدة مرات خصوصا بعد زيارته لبعض البلدان العربية ولقائه بزعيم منظمة التحرير الفلسطينية ياسر عرفات.
بعد مشاكل لوجستية ومالية عدة تعرّضت لها الإذاعة، ومرض صاحبها أبي ناتان، قررت الإذاعة التوقف عن البث وإغراق السفينة قبالة الشاطئ الفلسطيني الإسرائيلي في 28 نوفمبر 1993. وتوفي أبي ناتان بعد صراع طويل مع المرض في 27 أغسطس/آب 2008 عن عمر 81 عاما.

## العودة
عادت إذاعة صوت السلام كإذاعة عبر الإنترنت فقط عبر الموقع الإلكتروني http://www.theVoiceofPeace.co.il في 7 نوفمبر/تشرين الثاني 2009، ويمكن طلب الأغاني حسب الطلب وفق لائحة كبيرة من الأغاني المختارة تبلغ خمسة آلاف أغنية وأكثر.
وأضافت الإذاعة قناة ثانية لموسيقى الستينات والسبعينات والثمانينات عام 2014 باسم صوت السلام كلاسيكس.

## الوصلات الخارجية
- صوت السلام على موقع ميوزك برينز (الإنجليزية)
- الموقع الرسمي لإذاعة صوت السلام